# دهستان ساق
دهستان ساق یکی از دهستان‌های شهرستان زاوه در استان خراسان رضوی ایران است. این دهستان در بخش سلیمان قرار دارد و براساس سرشماری مرکز آمار ایران در سال ۱۳۹۰، جمعیت آن ۱۶۱۴۷ نفر (در ۴۴۴۵ خانوار) بوده‌است.